# آکادمی عربی علوم، تکنولوژی و حمل و نقل دریایی
آکادمی عربی علوم، تکنولوژی و حمل و نقل دریایی (عربی: الأكاديمية العربية للعلوم والتكنولوجيا والنقل البحري) (AAST یا AASTMT) یک سازمان آموزشی تخصصی در زمینه علوم و تکنولوژی و حمل و نقل دریایی است که وابسته به دانشگاه بین‌الملل عربی و با هدف آموزش، تعلیم و کنکاش‌های علمی است.

## تاریخ ساخت
برپایی این آکادمی به‌عنوان آموزشگاه منطقه‌ای برای حمل و نقل دریایی در اجتماعات کمیته ارتباطات در دانشگاه بین‌المللی عربی در ۱۱ مارس ۱۹۷۰ به صدور تصمیم شورای دانشگاه بین‌المللی عربی به شماره ۲۶۳۱/۱۹۷۰ در دوره پنجاه و سوم برای موافقت با تشکیل مرکز منطقه‌ای برای آموزش کارهای حمل و نقل دریایی انجامید. در متن این تصمیم جمهوری عربی مصر مکلف شد به نمایندگی از دولتهای عربی از سازمانهای تخصصی سازمان ملل در زمینه حمل و نقل دریایی درخواست کمکهای فنی بکند.

## دانشکده‌ها

### دانشکده حمل ونقل دریایی و تکنولوژی
1. تکنولوژی ملوانی ـ مدرک ملوان دوم
2. تکنولوژی مهندسی دریایی – مدرک مهندس سوم
3. دانشکده حمل و نقل بین‌المللی و امور لجستیکی
4. مدیریت لجستیکی تجارت و حمل و نقل بین‌المللی (عربی)
5. مدیریتی لجستیکی تجارت و حمل و نقل بین‌المللی (انگلیسی)

### دانشکده مهندسی و تکنولوژی
1. کامپیوتر
2. الکترونیک و ارتباطات
3. مکانیک
4. برق و کنترل
5. ساخت و ساز
6. صنعتی و اداری
7. مهندسی معماری

### دانشکده کامپیوتر و تکنولوژی ارتباطات
1. علوم کامپیوتر
2. سازماندهی ارتباطات
3. مهندسی برنامه‌ریزی
4. برنامه دانشگاه سندرلاند

### دانشکده مدیریت تکنولوژی
1. بازاریابی
2. مدیریت مالی (عربی)
3. بازاریابی
4. مدیریت مالی
5. سازماندهی اطلاعات مدیریت
6. تجارت الکترونیکی
7. مدیریت تبلیغات (انگلیسی)
8. مدیریت اشتغال (فرانسوی)
9. برنامه دانشگاه کاردف (انگلیسی)
10. گردشگری و هتل‌یابی

### دانشکده زبان و تبلیغات
1. لیسانس زبان
2. ترجمة
3. تبلیغات

## بخش‌ها و شاخ‌ها

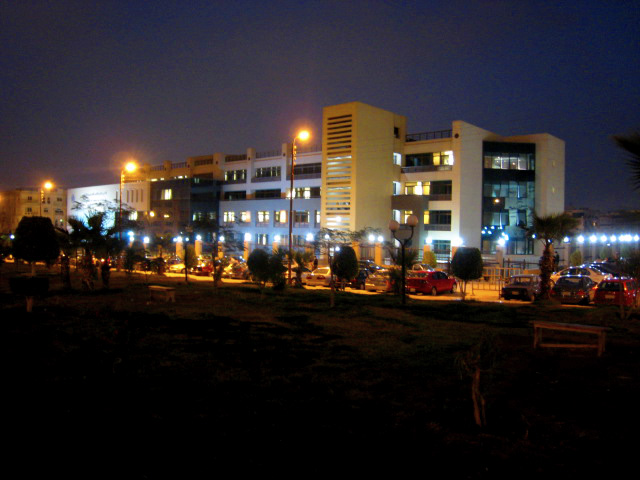
ساختمان مهندسی شبانه شاخه قاهره

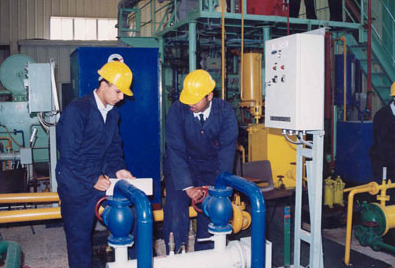
آموزش عملی

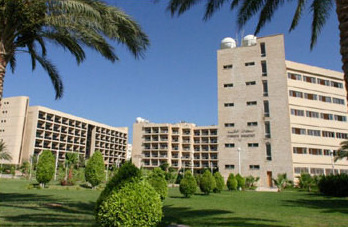
خوابگاه‌های اسکندریه

- دانشکده حمل و نقل دریایی و تکنولوژی شامل دو بخش اسکندریه – بندر سعید
- بخش ناوگان دریایی (اسکندریه، پورسعید).
- بخش مهندسی دریایی (اسکندریه، پورسعید).
- بخش مهندسی و تکنولوژی (اسکندریه، قاهره، پورسعید).
- مهندسی معماری و طراحی محیط زیست (اسکندریه، قاهره، پورسعید).
- مهندسی کامپیوتر (اسکندریه، قاهره).
- مهندسی سازه (اسکندریه، قاهره، پورسعید).

دانشجو می‌تواند همه یا قسمتی از درسها را به زبان عربی یا انگلیسی در دانشکده حمل و نقل بین‌المللی و همچنین به زبان فرانسه در دانشکده مدیریت و تکنولوژی انتخاب کند.

## انستیتوها
- انستیتو تولید و کیفیت اسکندریه
- انستیتو بررسی‌های تکنولوژی و حرفه‌ای اسکندریه.
- انستیتو عربی تجارت و بورسیه کالا اسکندریه.
- انستیتو سلامت دریایی اسکندریه

## مراکز
- مرکز آکادمی انتشار اسکندریه
- مرکز اطلاعات و اسناد اسکندریه.

## جوایز
- جایزه مجوز ورود و ثبت نام «اسکندریه - قاهره - پورت سعید».
- جایزه برنامه‌های بین‌المللی «اسکندریه».
- جایزه برنامه‌های خدمات اجتماعی «اسکندریه».
- دوره کارشناسی ارشد «اسکندریه».

## مجتمع‌ها
- مجتمع شبیه‌سازی یکپارچه «اسکندریه - پورت سعید».
- مجتمع سازمان بین‌المللی دریانوردی «اسکندریه».
- مجتمع خدمات صنعتی «اسکندریه».

## دفتر مرکزی

### دفتر مرکزی (مصر)
- اسکندریه «مقر ابو قیر - میامی»
- قاهره (خانه‌های شرایتون در هلیوپولیس)
- جیزه (دوکی - دهکده هوشمند)
- بندر سعید (بندر فؤاد)
- دره جنوبی (اسوان)

### سوریه
- لاذقیه

### دفترهای در دست ساخت
- یمن
- سودان
- عربستان

## کتابخانه
از زمان تأسیس در سال ۱۹۷۲، آکادمی علوم، فناوری و حمل و نقل دریایی عرب هیچ تلاشی در حمایت از روند آموزشی نکرد. این آکادمی کتابخانه‌هایی را تأسیس کرده است که نقش عمده‌ای در حمایت از فعالیت‌های آموزشی و غنی‌سازی زندگی آکادمیک دانشجویان و دانشکده‌ها دارند.

## نگارخانه

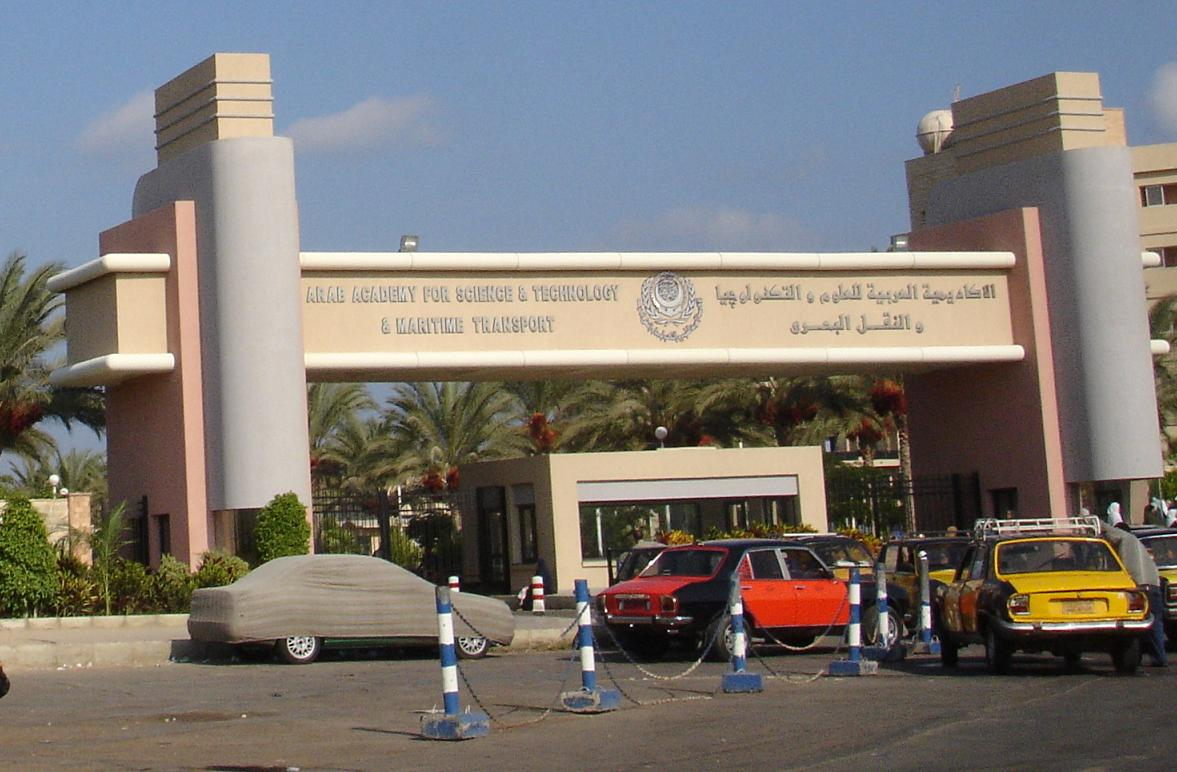
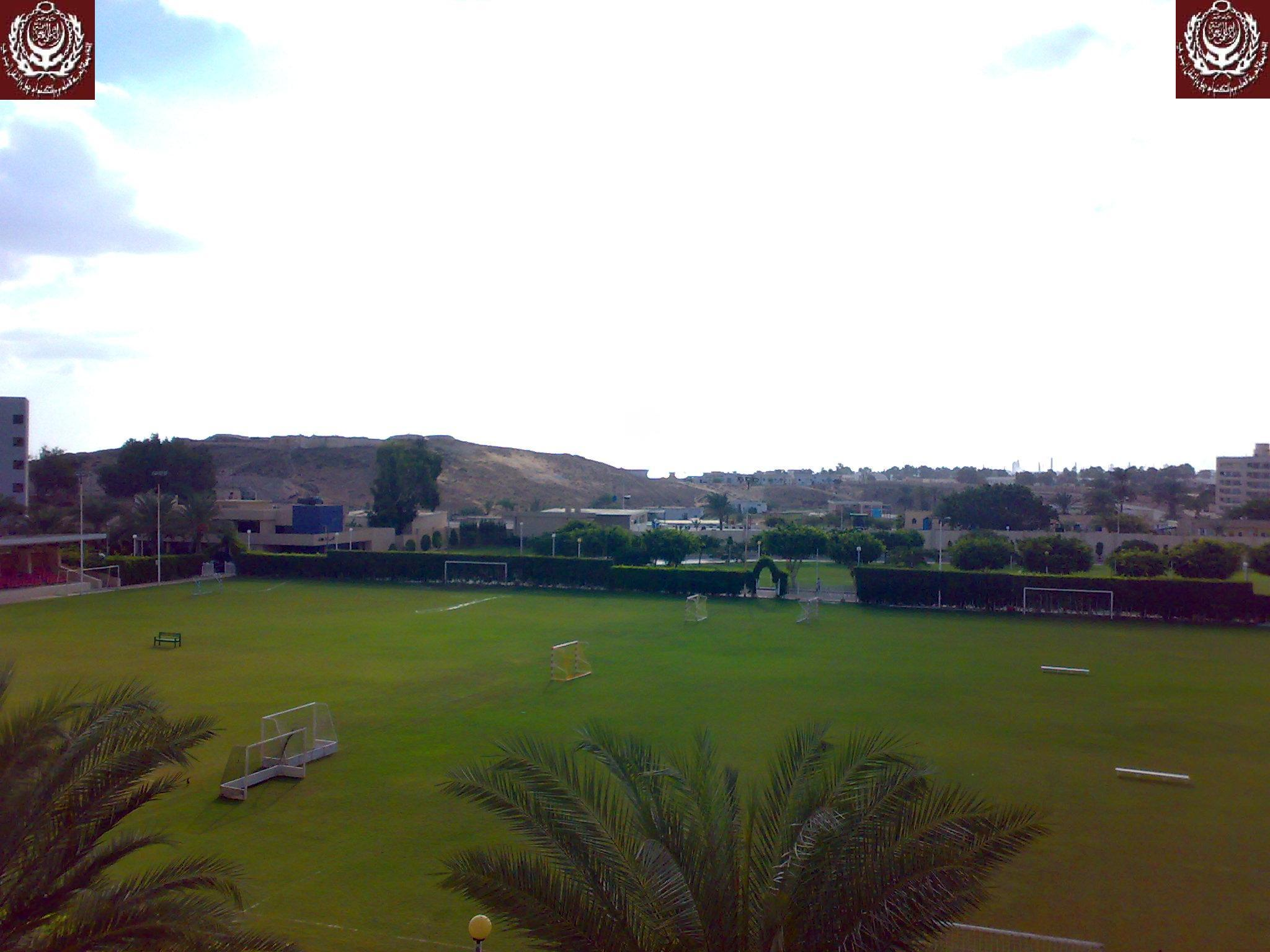
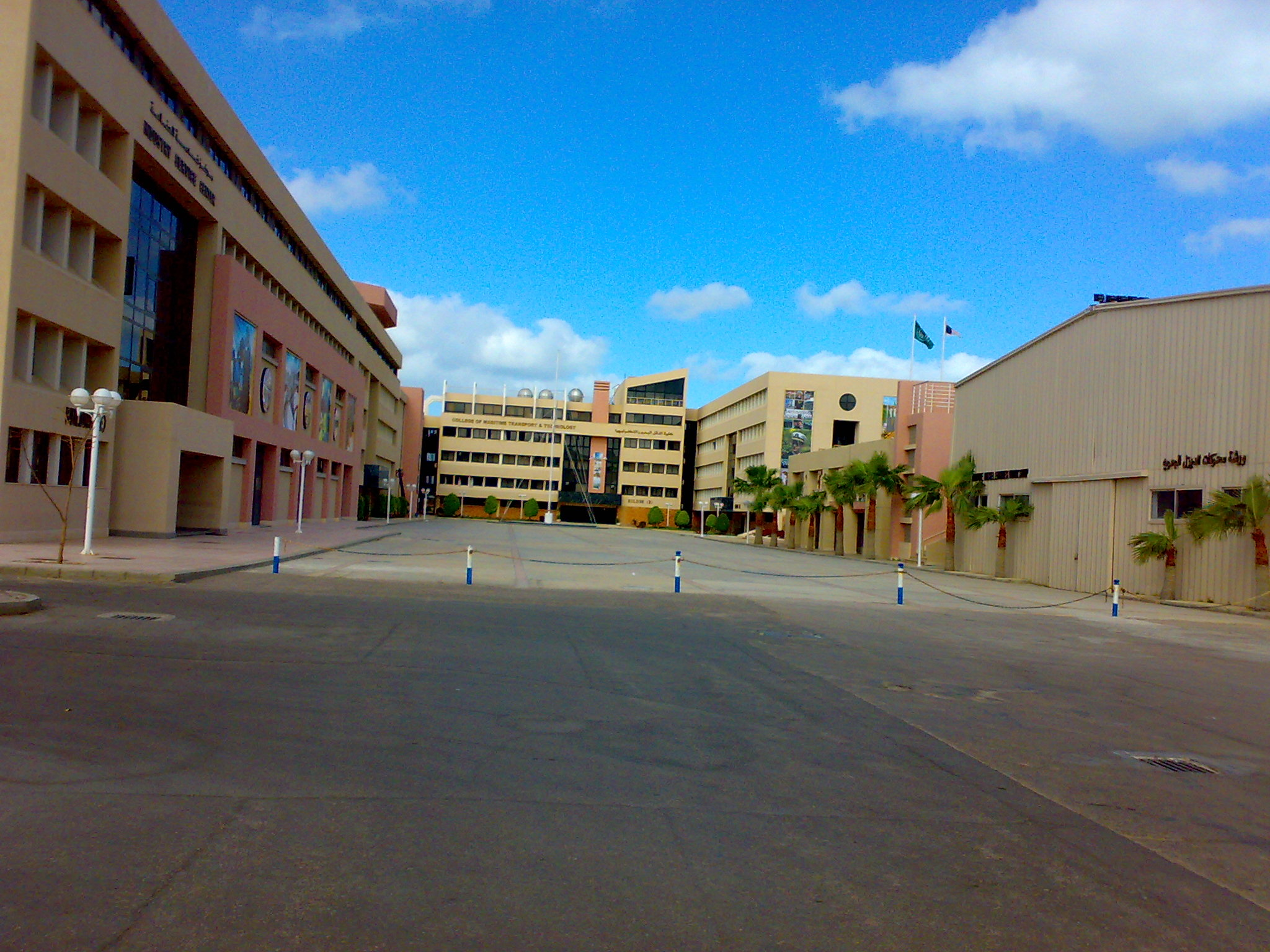